# Вранчич, Дамир
Дамир Вранчич (босн. Damir Vrančić; родился 4 октября 1985 года в Славонски-Броде, СР Хорватия, СФРЮ) — боснийский футболист, полузащитник клуба «Брауншвейг».

## Клубная карьера
Дамир с 8 лет занимался футболом в детской команде клуба «Кессельштадт». В 2000 году он перешёл во франкфуртский «Айнтрахт». С 2002 года Вранчич выступал за молодёжную команду «Майнц 05».
В 2004 году Дамир провёл первый матч за резервную команду «Майнца». 9 декабря 2006 года Вранчичи дебютировал в Бундеслиге, выйдя на замену в игре против мёнхенгладбахской «Боруссии». В том сезоне Дамир ещё 4 раза появлялся на поле в матчах высшего футбольного дивизиона Германии, его клуб занял 16 место и вылетел во Вторую Бундеслигу. В следующем году Дамир получил больше игровой практики, приняв участие в 17 играх и забив 2 мяча.
Летом 2008 года Вранчич перешёл в резервную команду дортмундской «Боруссии», выступавшую в «Региональной лиге „Запад“». Дамир провёл за сезон 30 матчей и забил 7 мячей, а вторая команда «Боруссии» вышла в Третью лигу.
В летнее трансферное окно 2009 года Вранчич подписал контракт с бруаншвейгским «Айнтрахтом», выступавшим в Третьей лиге. Первый матч за новый клуб Дамир провёл 25 июля 2009 года в игре против «Оснабрюка». В сезоне 2010/11 «Айнтрахт» занял первое место и добился права выступать во второй Бундеслиге, Вранчич принял участие в 30 встречах, отличился 3 раза. Во Второй Бундеслиге Вранчич сыграл 54 игры. В матче 31 тура сезона 2012/13 против «Ингольштадт 04» Дамир в дополнительное время забил победный гол, который позволил «Айнтрахту» возвратиться в Бундеслигу после 28 лет отсутствия. Первый матч после семилетнего перерыва в высшей футбольной лиге Германии Дамир сыграл 31 августа 2013 года против «Гамбурга».

## Карьера в сборной
В конце мая 2007 года Дамир был приглашён на сборы национальной команды Боснии и Герцеговины, однако участия в играх не принимал. Дебютировал в составе сборной 26 мая 2012 года в товарищеском матче против сборной Ирландии. Вранчич принял участие в одном матче отборочного турнира к Чемпионату мира 2014 против Лихтенштейна. Сборная Боснии успешно прошла квалификацию Чемпионата мира в Бразилии.

## Личная жизнь
Младший брат Дамира, Марио, также является футболистом, с 2017 года выступает за «Норвич Сити».